# Cipius (Toreut)
Cipius war ein antiker römischer Toreut (Metallbildner) aus Kampanien, sehr wahrscheinlich aus Capua.

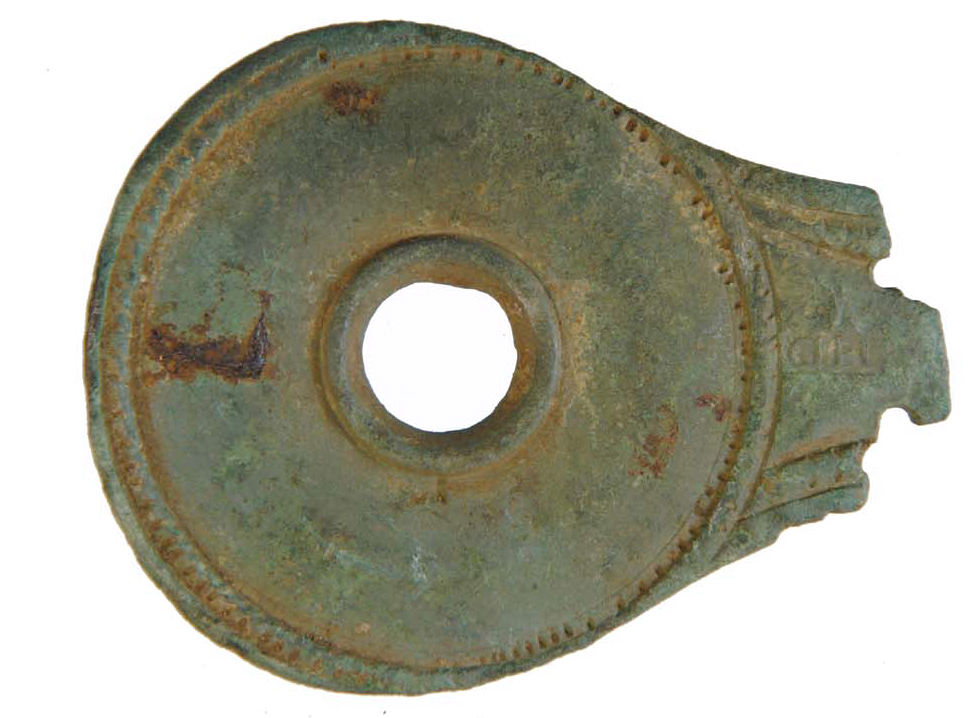
Endstück eines Griffs einer Kasserolle mit der Signatur CIPI, North Lincolnshire Museum (160614)

Cipius ist heute nur noch aufgrund dreier Signaturstempel bekannt. Weitere Informationen aus literarischen oder epigraphischen Quellen liegen nicht vor. Dennoch kann man davon ausgehen, dass er zur Gens der Cipier gehörte, die vor allem in Capua, aber zum Teil auch in Rom und Ostia lebte und mindestens in Capua und dessen Umland eine Reihe bedeutender toreutischer Unternehmen betrieb. Bekanntester und bedeutendster Vertreter der Familie war Publius Cipius Polybius. Die Signatur bei allen Stücken lautet lateinisch CIPI. Ob es sich bei Cipius um einen Vertreter der Familie handelt, der von den restlichen bekannten Mitgliedern verschieden ist, ob das Stück dem Œuvre eines der namentlich genauer und individueller bekannten Vertreter zuzuschreiben ist, oder aber ob die drei Stücke sogar von verschiedenen Produzenten hergestellt wurden, muss unklar bleiben. Neben Publius Cipius Polybius sind bislang mit dem Gentilnamen als Toreuten bekannt:
- Gnaeus Cipius Hilarius
- Publius Cipius Hymnus
- Publius Cipius Isocrysus
- Publius Cipius Nicomachus
- Publius Cipius Pamphilius
- Publius Cipius Princeps
- Publius Cipius Saturinus
- Lucius Cipius Tantalus

Hinzu kommen fünf weitere nur fragmentiert erhaltene Signaturstempel, bei denen nicht immer klar ist, ob sie vielleicht mit anderen Cipiern identisch sein können. So ist es nicht unwahrscheinlich, dass es sich bei den Personen hinter den Stempeln Cipius A(.)c (…), Cipius Au(…), Cipius Auc(…) und Cipius Aug(…) um dieselbe Person handelt. Ein weiterer Stempel nennt einen Cipius Am(…).
Zwei der Bronzen wurden in Pompeji oder Herculaneum, und damit in der relativen Nähe zum wahrscheinlichen Produktionsort Capua, gefunden. Der Fundort des dritten Stückes ist heute nicht mehr genau bekannt, da es sich heute im Museum in Palermo befindet, dürfte es auch in der Region gefunden worden sein. Damit unterscheiden sich die erhaltenen signierten Stücke von Cipius in ihrer Verteilung von denen der meisten anderen namentlich bekannten kampanischen Toreuten, deren Werke eine sehr weite Verbreitung fanden, was allerdings auch an einer zufälligen Überlieferung liegen kann. Bei den Stücken handelt es sich um:
1. Bronzekasserolle; gefunden in Pompeji, heute im Museo Biscari in Palermo, Inventarnummer 227.[2]
2. Bronzekasserolle; gefunden in Pompeji, heute im Deposito Archeologico Pompei, Inventarnummer 10.601.[3]
3. Bronzebadeschale; gefunden in Pompeji oder Herculaneum, heute im Archäologischen Nationalmuseum Neapel, Inventarnummer I.G. 73377.[4]

## Einzelbelege
1. ↑  hinzu kommt wohl noch ein viertes Stück, das bislang unpubliziert ist, gefunden in North Lincolnshire (England), siehe Abbildung.
2. ↑  Richard Petrovszky: Studien zu römischen Bronzegefäßen mit Meisterstempeln. Leidorf, Buch am Erlbach 1993, S. 220, Nr. C.15.–24/I.
3. ↑  Richard Petrovszky: Studien zu römischen Bronzegefäßen mit Meisterstempeln. Leidorf, Buch am Erlbach 1993, S. 220, Nr. C.15.–24/II.
4. ↑  Richard Petrovszky: Studien zu römischen Bronzegefäßen mit Meisterstempeln. Leidorf, Buch am Erlbach 1993, S. 220, Nr. C.15.–24/III.

| Personendaten    | Personendaten                              |
| ---------------- | ------------------------------------------ |
| NAME             | Cipius                                     |
| KURZBESCHREIBUNG | antiker römischer Toreut                   |
| GEBURTSDATUM     | 1. Jahrhundert v. Chr. oder 1. Jahrhundert |
| STERBEDATUM      | 1. Jahrhundert oder 2. Jahrhundert         |